# 费尔南多-普雷斯特斯
费尔南多-普雷斯特斯是巴西圣保罗州的一个市镇。总面积170.112平方公里，总人口5625人，人口密度33.1人/平方公里。